# Draft 1957 de la NBA
1956 1958
La draft 1957 de la NBA est la 11e draft annuelle de la National Basketball Association (NBA), se déroulant en amont de la saison 1957-1958. Elle s'est tenue le 17 avril 1957 à Saint-Louis. Elle est composée de 14 tours avec 83 joueurs sélectionnés,.
Lors de cette draft, 8 équipes de la NBA choisissent à tour de rôle des joueurs évoluant au basket-ball universitaire américain. Les deux premiers choix de la draft se décident entre les deux équipes arrivées dernières de leur division lors de la saison 1956-1957. Les équipes NBA avaient la possibilité, avant la draft, de sélectionner un joueur qui venait d'un lycée à moins de 80 kilomètres de la ville et abandonnèrent alors leur premier choix, il s'agit du territorial pick.
En amont de la saison, les Pistons de Fort Wayne et les Royals de Rochester sont relocalisés respectivement à Détroit et Cincinnati, devenant les Pistons de Détroit et les Royals de Cincinnati,.
Rod Hundley est sélectionné en première position par les Royals de Cincinnati, cependant il est transféré immédiatement aux Lakers de Minneapolis. Sélectionné une année auparavant, Sam Jones est de nouveau choisi au cours de cette draft par les Celtics de Boston, devenant le seul joueur de la cuvée à être intronisé au Basketball Hall of Fame.
Jim Brown, sélectionné au neuvième tour par les Nationals de Syracuse, a opté pour une carrière professionnelle dans le football américain et aura un total de neuf saisons à succès au sein de la National Football League (NFL). Brown est plus tard introduit au Pro Football Hall of Fame et est considéré comme un des plus grands joueurs de ce sport.
Le lauréat du titre de NBA Rookie of the Year à l'issue de la saison, Woody Sauldsberry, fut sélectionné en 60e position, faisant de lui le joueur drafté le plus tard à remporter cette distinction.

## Draft
| ^ | Signale un joueur qui a été intronisé au Basketball Hall of Fame                        |
| + | Signale un joueur qui a été sélectionné pour au moins un match annuel NBA All-Star Game |
| R | Signale le joueur qui a remporté le titre de NBA Rookie of the Year                     |

### Premier tour
| Rang | Joueur            | Nationalité | Équipe NBA               | Université/Club        |
| ---- | ----------------- | ----------- | ------------------------ | ---------------------- |
| 1    | Rod Hundley+      | États-Unis  | Royals de Cincinnati     | West Virginia          |
| 2    | Charlie Tyra      | États-Unis  | Pistons de Détroit       | Louisville             |
| 3    | Jim Krebs         | États-Unis  | Lakers de Minneapolis    | SMU                    |
| 4    | Win Wilfong       | États-Unis  | Hawks de Saint-Louis     | Memphis State          |
| 5    | Brendan McCann    | États-Unis  | Knicks de New York       | St. Bonaventure        |
| 6    | Lennie Rosenbluth | États-Unis  | Warriors de Philadelphie | North Carolina         |
| 7    | George Bon Salle  | États-Unis  | Nationals de Syracuse    | Illinois               |
| 8    | Sam Jones^        | États-Unis  | Celtics de Boston        | North Carolina Central |

### Deuxième tour
| Rang | Joueur         | Nationalité | Équipe NBA               | Université/Club  |
| ---- | -------------- | ----------- | ------------------------ | ---------------- |
| 9    | Dick Duckett   | États-Unis  | Royals de Cincinnati     | St. John's       |
| 10   | Bob McCoy      | États-Unis  | Pistons de Détroit       | Grambling State  |
| 11   | Harvey Schmidt | États-Unis  | Lakers de Minneapolis    | Illinois         |
| 12   | Jim Palmer     | États-Unis  | Hawks de Saint-Louis     | Dayton           |
| 13   | Larry Friend   | États-Unis  | Knicks de New York       | California       |
| 14   | Jack Sullivan  | États-Unis  | Warriors de Philadelphie | Mount St. Mary's |
| 15   | Jim Morgan     | États-Unis  | Nationals de Syracuse    | Louisville       |
| 16   | Dick O'Neal    | États-Unis  | Celtics de Boston        | TCU              |

### Troisième tour
| Rang | Joueur             | Nationalité | Équipe NBA               | Université/Club  |
| ---- | ------------------ | ----------- | ------------------------ | ---------------- |
| 17   | Jerry Paulson (en) | États-Unis  | Royals de Cincinnati     | Manhattan        |
| 18   | Bill Ebben (en)    | États-Unis  | Pistons de Détroit       | Detroit Mercy    |
| 19   | Jim Spivey         | États-Unis  | Lakers de Minneapolis    | SE Oklahoma (en) |
| 20   | John Smyth         | États-Unis  | Hawks de Saint-Louis     | Notre Dame       |
| 21   | Gary Clark         | États-Unis  | Knicks de New York       | Syracuse         |
| 22   | Angelo Lombardo    | États-Unis  | Warriors de Philadelphie | Manhattan        |
| 23   | Vice Cohen         | États-Unis  | Nationals de Syracuse    | Syracuse         |
| 24   | Chuck Schramm      | États-Unis  | Celtics de Boston        | Western Illinois |

### Quatrième tour
| Rang | Joueur          | Nationalité | Équipe NBA               | Université/Club   |
| ---- | --------------- | ----------- | ------------------------ | ----------------- |
| 25   | Jed Dormeyer    | États-Unis  | Royals de Cincinnati     | Minnesota         |
| 26   | Kurt Englebert  | États-Unis  | Pistons de Détroit       | St. Joseph's      |
| 27   | George Brown    | États-Unis  | Lakers de Minneapolis    | Wayne State       |
| 28   | Henry J. Nowak  | États-Unis  | Hawks de Saint-Louis     | Canisius          |
| 29   | Rayford Wells   | États-Unis  | Knicks de New York       | Lenoir Rhyne      |
| 30   | Ray Radiszewski | États-Unis  | Warriors de Philadelphie | Saint Joseph's    |
| 31   | Jerry Mallett   | États-Unis  | Nationals de Syracuse    | Baylor            |
| 32   | Jim Ashmore     | États-Unis  | Celtics de Boston        | Mississippi State |

### Cinquième tour
| Rang | Joueur         | Nationalité | Équipe NBA               | Université/Club  |
| ---- | -------------- | ----------- | ------------------------ | ---------------- |
| 33   | Stewart Murray | États-Unis  | Royals de Cincinnati     | Lafayette        |
| 34   | Ron Kramer     | États-Unis  | Pistons de Détroit       | Michigan         |
| 35   | Gary Thompson  | États-Unis  | Lakers de Minneapolis    | Iowa State       |
| 36   | Al Rochelle    | États-Unis  | Hawks de Saint-Louis     | Vanderbilt       |
| 37   | Lee Marshall   | États-Unis  | Knicks de New York       | Washington & Lee |
| 38   | Jim Radcliffe  | États-Unis  | Warriors de Philadelphie | Lafayette        |
| 39   | Frank Nimmo    | États-Unis  | Nationals de Syracuse    | Cincinnati       |
| 40   | Grady Wallace  | États-Unis  | Celtics de Boston        | South Carolina   |

### Joueur notable drafté plus bas
| Rang | Joueur               | Nationalité | Équipe NBA               | Université/Club |
| ---- | -------------------- | ----------- | ------------------------ | --------------- |
| 60   | Woody Sauldsberry+ R | États-Unis  | Warriors de Philadelphie | Texas Southern  |